# Enrique Tornero
Enrique Tornero Hernández (Plasencia, 30 de mayo de 1980) es un deportista español que compitió en natación adaptada. Ganó tres medallas en los Juegos Paralímpicos de Verano, en los años 1996 y 2000.

## Palmarés internacional
| Juegos Paralímpicos | Juegos Paralímpicos      | Juegos Paralímpicos | Juegos Paralímpicos   |
| Año                 | Lugar                    | Medalla             | Prueba                |
| ------------------- | ------------------------ | ------------------- | --------------------- |
| 1996                | Atlanta (Estados Unidos) | Medalla de oro      | 400 m libre S9        |
| 1996                | Atlanta (Estados Unidos) | Medalla de bronce   | 4 × 100 m libre S7-10 |
| 2000                | Sídney (Australia)       | Medalla de plata    | 400 m libre S9        |